# Liptenina
De Liptenina zijn een subtribus van vlinders uit de tribus Liptenini van de familie Lycaenidae.

## Geslachten
- Argyrocheila
- Baliochila
- Citrinophila
- Cnodontes
- Congdonia
- Eresina
- Eresinopsides
- Euthecta
- Falcuna
- Kakumia
- Larinopoda
- Liptena
- Micropentila
- Obania
- Pseuderesia
- Teriomima
- Tetrarhanis
- Toxochitona